# Liên Xô xâm lược Ba Lan
Liên Xô xâm lược Ba Lan năm 1939, còn được gọi là Chiến dịch giải phóng Tây Belarus và Tây Ukraina bởi Liên Xô, là một cuộc xung đột quân sự không có lời tuyên chiến chính thức bắt đầu diễn ra từ ngày 17 tháng 9 năm 1939, trong thời kỳ đầu của Thế chiến II, 16 ngày sau cuộc xâm lược Ba Lan của Đức Quốc xã.
Đầu năm 1939, Liên Xô đã cố tạo lập một liên minh với Anh quốc, Pháp, Ba Lan, và România  để chống lại Đức Quốc xã, nhưng đã có nhiều khó khăn nảy sinh, bao gồm việc Ba Lan và Romania từ chối cho quân Liên Xô quyền trung chuyển qua lãnh thổ của họ như một phần của an ninh chung. Với sự thất bại của các cuộc thương thảo, Liên Xô đã thay đổi lập trường chống Đức và vào ngày 23 tháng 8 năm 1939 đã ký Hiệp ước Molotov-Ribbentrop với Đức Quốc xã. Kết quả là, vào ngày 1 tháng 9 năm 1939, Đức xâm lược Ba Lan từ phía tây; và vào ngày 17 tháng 9 năm 1939, Hồng Quân tấn công Ba Lan từ phía đông sau khi Đức đã có nhiều lời kêu gọi Liên Xô làm như thế. Chính quyền Liên Xô đã thông báo rằng mình làm thế để bảo vệ người Ukraina và Belarus (những dân tộc này vốn là người Đông Slav, họ có quan hệ gần gũi với người Nga và xem chính phủ Ba Lan như kẻ chiếm đóng) sống ở phía đông của Ba Lan, bởi vì nhà nước Ba Lan, theo như tuyên truyền của Liên Xô, đã sụp đổ trước cuộc tấn công của người Đức và không còn có khả năng đảm bảo an ninh cho công dân của mình nữa. Một lý do thực dụng hơn là do Nga đã phải trao những vùng đất phía Đông này cho Ba Lan trong hiệp ước Riga năm 1921, Liên Xô muốn nhân cơ hội Ba Lan sắp bị Đức đánh bại để lấy lại những vùng đất này mà không cần phải đổ nhiều máu.
Hồng quân với số lượng áp đảo quân phòng vệ Ba Lan đã nhanh chóng đạt được các mục tiêu của mình. Dù chính phủ Ba Lan đã ra lệnh giảm thiểu giao tranh quân sự với Hồng quân, một vài cuộc chiến đã nổ ra với thương vong lên đến từ 6000 đến 7000 cho phía Ba Lan và khoảng 3000 tử vong và 10.000 bị thương cho phía Liên Xô. Khoảng 230.000 lính Ba Lan hoặc nhiều hơn đã bị bắt làm tù binh.
Cuộc tấn công của Liên Xô, mà Bộ Chính trị Liên Xô đã gọi là "chiến dịch giải phóng", đã dẫn đến việc hợp nhất hàng triệu người Ba Lan cũng như Ukraina và phía tây Belarusia vào thành các nước cộng hòa Ukraina và Byelorussia. Trong thời kỳ tồn tại của Cộng hòa Nhân dân Ba Lan, cuộc tấn công đã được coi như một chủ đề nhạy cảm, gần như là điều cấm kỵ, và thường được bỏ ra khỏi lịch sử chính thức và nhằm để gìn giữ tinh thần "muôn đời hữu nghị" giữa các thành viên của Khối Đông Âu.

## Sự kiện mở đầu

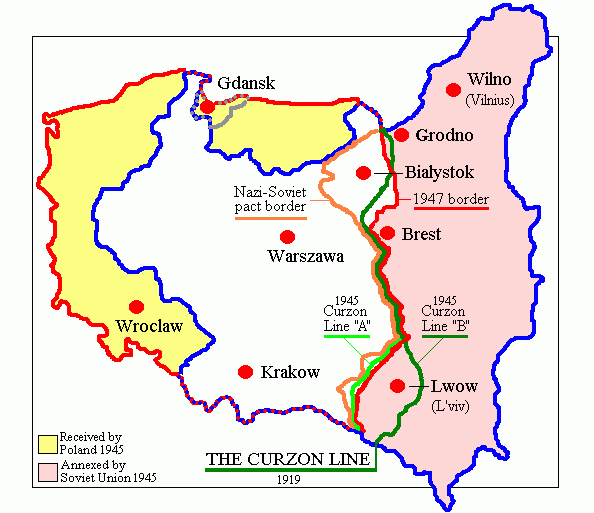
Các lãnh thổ mà Ba Lan chiếm của Nga năm 1921 và Liên Xô lấy lại năm 1939 được tô màu hồng. Màu xanh lá là đường Curzon, đường biên giới truyền thống giữa Đế chế Nga và Ba Lan

Cuối thập niên 1930, Liên Xô đã cố tạo một liên minh chống Đức với Anh quốc, Pháp và Ba Lan.[h] Tuy nhiên các cuộc thương thảo lại tỏ ra khó khăn. Những người Liên Xô đòi một phạm vi ảnh hưởng trải dài từ Phần Lan đến România và đã đòi hỏi hỗ trợ quân sự để chống lại không chỉ bất cứ ai tấn công họ một cách trực tiếp mà còn cả các quốc gia nằm trong  phạm vi ảnh hưởng theo đề xuất của họ. Những người Liên Xô cũng yêu cầu quyền đi vào Ba Lan, România và các Quốc gia Baltic khi nào họ cảm thấy an ninh của mình bị đe dọa. Chính phủ các nước trên đã phản đối các đề nghị này của Liên Xô bởi vì, như Bộ trưởng Ngoại giao Ba Lan Józef Beck đã chỉ ra, họ sợ rằng một khi Hồng quân đã vào lãnh thổ của họ, thì đoàn quân này sẽ có thể không bao giờ rời đi. Những người Xô Viết thì không tin người Anh và người Pháp tôn trọng lời hứa an ninh chung, do họ đã bị thất bại trong việc giúp đỡ Tây Ban Nha chống lại những người Faschist hay bảo vệ Czechoslovakia khỏi Đức Quốc xã. Họ cũng hoài nghi rằng liệu các Đồng minh phương Tây sẽ thích Liên Xô tự mình đánh Đức hơn không, trong khi họ nhìn từ bên ngoài cuộc chiến đấu. Xét những quan ngại này, Liên Xô đã từ bỏ các cuộc đàm phán với các quốc gia này và quay sang thương lượng với Đức.
Ngày 23 tháng 8 năm 1939, Liên Xô đã ký Hiệp ước Molotov-Ribbentrop  với Đức Quốc xã, làm cho Đồng minh ngạc nhiên. Cả hai chính phủ đều tuyên bố hiệp định này chỉ là một hiệp định không xâm lược nhau. Tuy nhiên, như một phụ lục cho thấy, họ đã thực sự đồng ý chia đôi Ba Lan với nhau và chia  Đông Âu làm hai phạm vi ảnh hưởng của Liên Xô và Đức.[d] Hiệp ước Molotov-Ribbentrop, được mô  tả như một giấy phép chiến tranh, là một nhân tố chính trong quyết định của Hitler xâm lược Ba Lan.

Đường biên giới mới theo kế hoạch và trên thực tế của châu Âu vào đầu năm 1940, theo Hiệp định Molotov-Ribbentrop, với các điều chỉnh sau này.

Hiệp định cung cấp cho Liên Xô thêm không gian phòng thủ ở phía tây. Nó cũng cho Liên Xô một cơ hội lấy lại các lãnh thổ đã bị Ba Lan chiếm mất vào 20 năm trước và thống nhất các dân tộc tây Ukraina và Belarusia dưới một chính quyền Xô Viết, lần đầu tiên trong một nhà nước. Mục tiêu chính của Liên Xô là tìm cách tái khôi phục tầm ảnh hưởng tại Đông Âu, lấy đó làm vùng đệm an ninh cho cuộc chiến sắp xảy ra với Đức. Lãnh đạo Liên Xô Joseph Stalin nhìn thấy các lợi thế trong một cuộc chiến với Tây Âu, mà có thể làm yếu đi các kẻ thù ý thức hệ của ông và mở ra các khu vực mới cho sự tiến ra của chủ nghĩa cộng sản.[f]
Ngay sau khi Đức xâm lược Ba Lan ngày 1 tháng 9 năm 1939, các lãnh đạo Đức Quốc xã bắt đầu thúc giục Liên Xô thực hiện phần cam kết của mình trong Hiệp định và tấn công Ba Lan từ phía đông. Đại sứ Đức tại Moskva, Friedrich Werner von der Schulenburg, và bộ trưởng ngoại giao Liên Xô, Vyacheslav Molotov, đã trao đổi một loạt tuyên bố chung ngoại giao về vấn đề này. Liên Xô đã trì hoãn sự can thiệp của họ vì nhiều lý do. Họ đã bị làm rối trí bởi các sự kiện trong các xung đột biên giới với Nhật Bản khiến họ phải đem quân hỗ trợ Mông Cổ chống Nhật; họ cần thời gian để huy động Hồng quân; và họ đã nhìn thấy lợi thế ngoại giao trong việc đợi chờ cho đến khi Ba Lan đã bị làm tan rã trước khi Liên Xô tiến quân vào.
Ngày 17 tháng 9 năm 1939, Molotov đã tuyên bố trên đài phát thanh rằng tất cả các hiệp ước ký giữa Liên Xô và Ba Lan bây giờ đã vô hiệu,[g] do chính phủ Ba Lan đã từ bỏ nhân dân của mình và trên thực tế đã không tồn tại. Cùng ngày, Hồng quân đã vượt biên giới vào Ba Lan.

## Chiến dịch quân sự

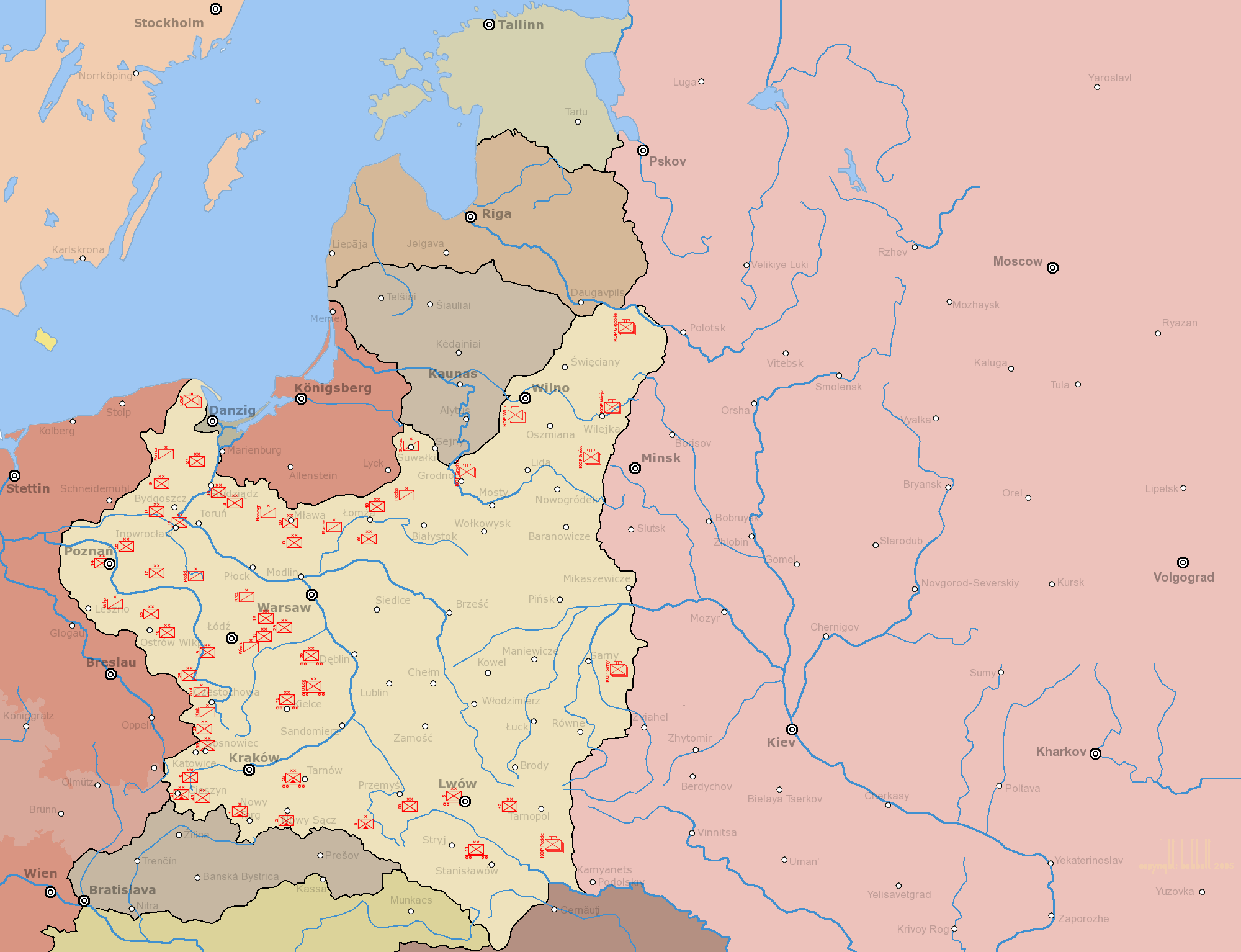
Bố trí các sư đoàn Ba Lan vào ngày 1 tháng 9 năm 1939. Đa số các lực lượng Ba Lan được tập trung ở biên giới Đức; biên giới với Liên Xô có lực lượng phòng thủ ít hơn nhiều.

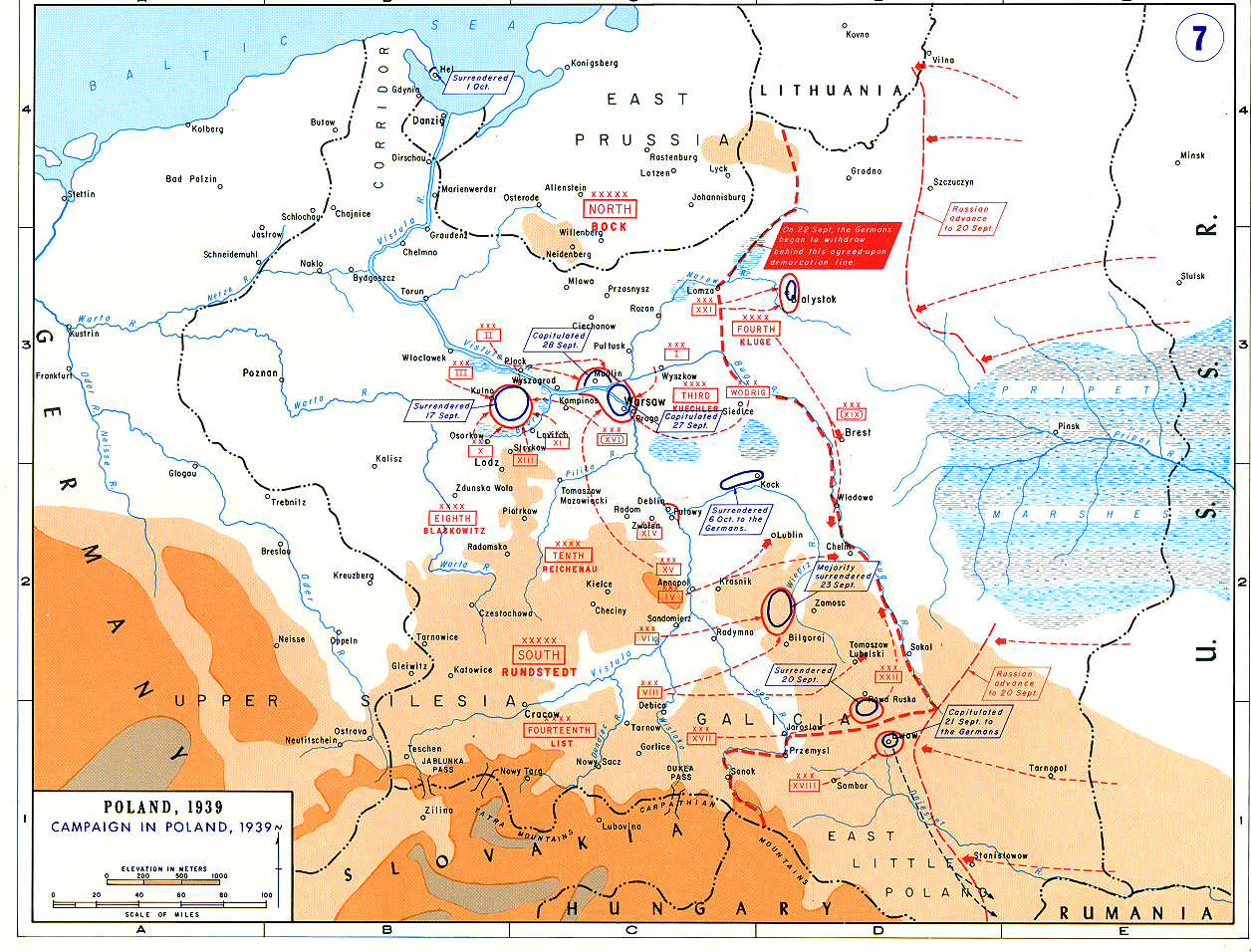
Tình hình sau ngày 14 tháng 9 năm 1939

Hồng quân đã tiến vào các vùng phía đông của Ba Lan với 7 Phương diện quân và giữa khoảng 450.000 và 1.000.000 quân. Các đội quân này đã được bố trí trên hai mặt trận: Mặt trận Belarusia dưới sự chỉ huy của Mikhail Kovalyov, và Mặt trận Ukraina dưới sự chỉ huy của Semyon Timoshenko. Trước đó, người Ba Lan đã thất bại trong việc bảo vệ các biên giới phía tây của họ, và để đáp lại các cuộc xâm nhập của quân Đức, trước đó đã tiến hành một trận phản công lớn ở trong Trận Bzura. Quân đội Ba Lan ban đầu đã có một kế hoạch phòng thủ để đối phó với đe dọa của Liên Xô, nhưng họ đã không sẵn sàng đối phó với hai cuộc tấn công cùng lúc. Đến thời điểm Liên Xô tấn công, những chỉ huy Ba Lan đã phái phần lớn quân sang phía tây để đối mặt với quân Đức, khiến cho phía đông chỉ được bảo vệ bằng 20 tiểu đoàn không đủ sức mạnh. Các tiểu đoàn này bao gồm 20.000 quân thuộc quân đoàn biên phòng (Korpus Ochrony Pogranicza), dưới sự chỉ huy của tướng Wilhelm Orlik-Rueckemann.

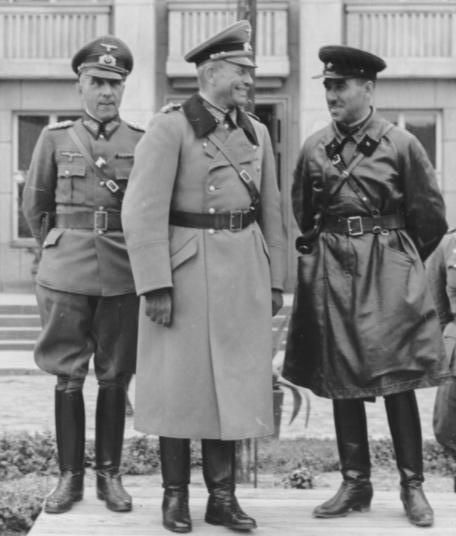
Các tướng Heinz Guderian (giữa) và đại tá Semyon Krivoshein (bên phải) tại cuộc duyệt binh ở Brest.

Ban đầu, tổng tư lệnh Ba Lan, Thống chế Ba Lan Edward Rydz-Śmigły, đã ra lệnh các lực lượng biên phòng chống cự lại quân Liên Xô. Sau đó ông đã đổi ý sau khi đã hội ý với Thủ tướng Felicjan Sławoj Składkowski và đã ra lệnh cho quân biên phòng rút lui và chỉ giao chiến với quân Liên Xô để tự vệ. Hai mệnh lệnh mâu thuẫn nhau đã dẫn đến sự hỗn loạn, và khi Hồng quân tấn công các đơn vị Ba Lan, các bất đồng và các trận tranh luận nhỏ đã nổ ra không thể tránh được.
Phản ứng của những người Ba Lan thuộc các nhóm sắc tộc khác nhau đối với tình hình đã tạo thêm sự rắc rối. Những người Ukraina,[m] người Belarusia và Do Tháis, những sắc tộc có nguồn gốc từ Đế quốc Nga, đã hoan nghênh các đoàn quân Liên Xô và xem họ như quân giải phóng. Tổ chức những người dân tộc Ukraina đã nổi dậy chống lại quân đội Ba Lan, và những người ủng hộ Liên Xô đã tổ chức các cuộc nổi dậy địa phương, ví dụ như ở Skidel.[j] Liên Xô đã tuyên bố lãnh thổ mới thuộc kiểm soát của mình và tháng 11 đã tuyên bố rằng 13,5 triệu người sống ở đây giờ là các công dân Liên Xô. Một số nhóm dân tộc chủ nghĩa Ba Lan hoặc cựu quân lính Bạch vệ đã chống lại, và Liên Xô đã trấn áp những nhóm chống đối bằng các vụ xử bắn và bắt giữ hàng ngàn người. Họ đã đưa hàng trăm ngàn (ước tính) người tới Siberia và những nơi xa xôi khác của Liên Xô trong bốn đợt di cư giữa giai đoạn 1939 và 1941.[b]

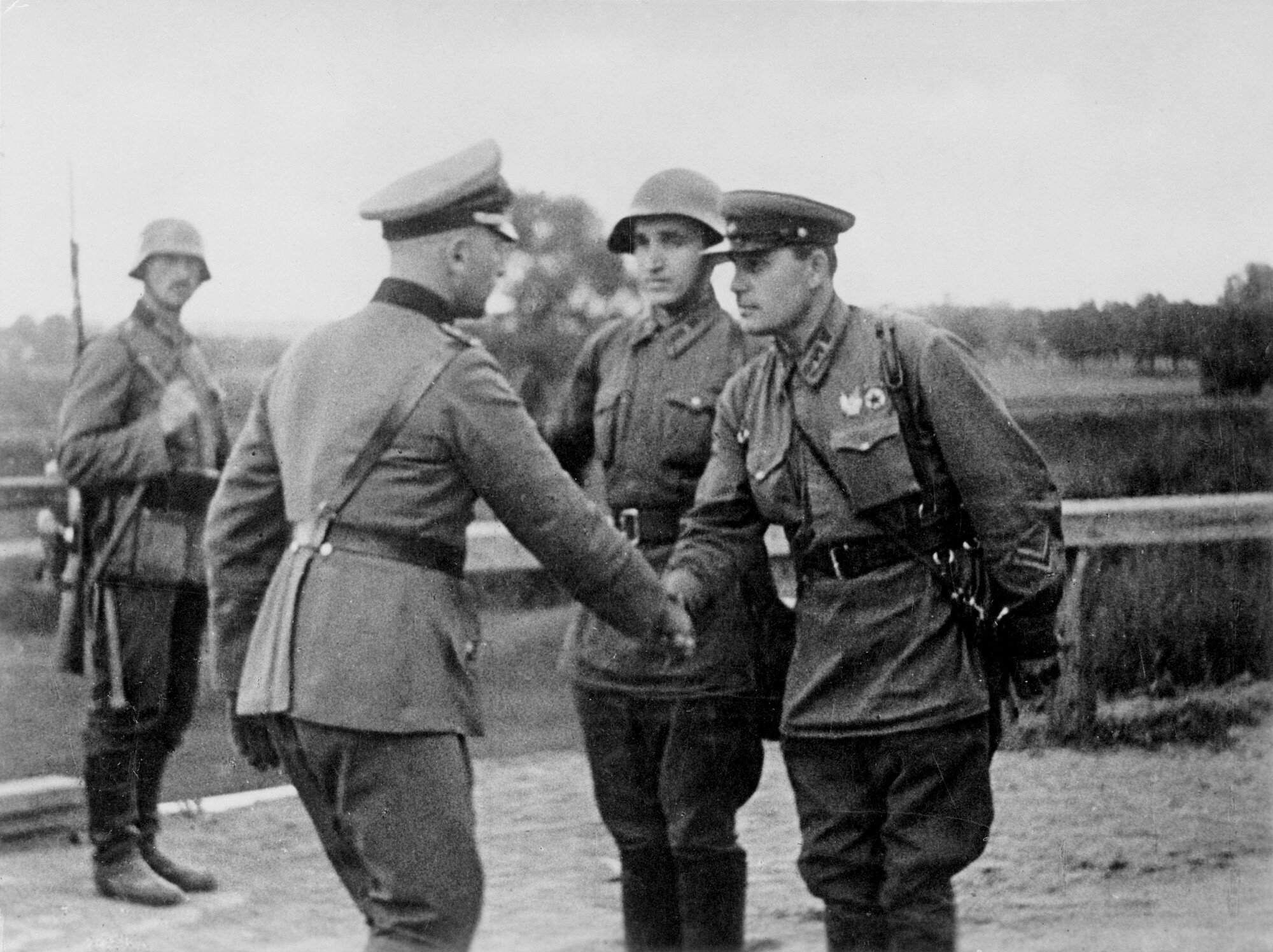
Quân Đức và Liên Xô gặp nhau sau chiến thắng

Kế hoạch rút lui ban đầu của quân đội Ba Lan là rút lui và tập hợp lại dọc theo Đầu cầu Romania, một khu vực ở đông-nam Ba Lan gần biên giới với Romania. Ý tưởng này là để chọn các vị trí phòng thủ ở đó và chờ đợi một cuộc tấn công từ phía tây của Anh và Pháp như đã hứa, và giả thiết rằng Đức sẽ phải giảm các chiến dịch ở Ba Lan để chiến đấu trên một mặt trận thứ hai. Các nước Đồng minh mong đợi các lực lượng Ba Lan cầm cự khoảng vài tháng nhưng cuộc tấn công của Liên Xô đã khiến cho chiến lược này lỗi thời.
Các lãnh đạo quân sự và chính trị Ba Lan đã biết rằng họ đang thua trong cuộc chiến chống quân Đức thậm chí ngay trước khi cuộc tấn công của Liên Xô diễn ra. Tuy nhiên, họ đã từ chối đầu hàng hay đàm phán hòa bình với Đức. Thay vào đó, chính phủ Ba Lan đã ra lệnh tất cả các đơn vị quân đội di tản khỏi Ba Lan và tập hợp lại ở Pháp. Ngay chính phủ Ba Lan đã chạy qua România khoảng nửa đêm 17 tháng 9 năm 1939. Các đơn vị quân Ba Lan đã tiến về khu vực đầu cầu Romania, chống đỡ các cuộc tấn công của Đức bên sườn và thỉnh thoảng đụng độ với quân Liên Xô bên kia. Trong những ngày sau lệnh di tản, Đức đã đánh bại Quân Kraków của Ba Lan và Lublin tại Trận Tomaszów Lubelski, kéo dài từ ngày 17 tháng 9 đến 20 tháng 9.
Các đơn vị Liên Xô thường gặp đối tác Đức tiến từ phía đối diện. Nhiều ví dụ nổi bật về sự hợp tác đã diễn ra giữa hai đội quân này trên chiến trường. Wehrmacht vượt qua Pháo đài Brest, một địa điểm đã bị Lữ đoàn tăng 29 của Liên Xô chiếm sau Trận Brześć Litewski vào ngày 17 tháng 9. Tướng Đức Heinz Guderian và Lữ đoàn trưởng Liên Xô Semyon Krivoshein lúc đó đã tổ chức một cuộc diễu binh chiến thắng chung ở thị xã. Lwów (Lviv) đã đầu hàng ngày 22 tháng 9, vài ngày sau khi Đức giao các chiến dịch bao vây cho Liên Xô. Các lực lượng Liên Xô trước đó đã chiếm Wilno vào ngày 19 tháng 9 sau trận chiến một ngày, và họ đã chiếm Grodno vào ngày 24 tháng 9 sau một cuộc chiến kéo dài bốn ngày. Đến ngày 28 tháng 9, Hồng quân đã tiến đến tuyến sông Narew, Western Bug, Vistula và San—biên giới được Liên Xô đồng ý trước với Đức.

## Kết quả
Hồng quân đã nhanh chóng giành được các mục tiêu của mình, họ có quân số đông hơn hẳn lực lượng Ba Lan và ít gặp phải kháng cự. Dù chính phủ Ba Lan đã ra lệnh giảm thiểu giao tranh quân sự với Hồng quân, một vài cuộc chiến đã nổ ra với thương vong lên đến từ 6.000 đến 7.000 cho phía Ba Lan và khoảng 737 tử trận và khoảng 2.000 bị thương cho phía Liên Xô. Khoảng 230.000 lính Ba Lan hoặc nhiều hơn đã bị bắt làm tù binh.
Sau cuộc tấn công, Liên Xô đã chiếm lại các khu vực Wilno, Nowogródek, Polesie, Wołyń, Stanisławów, Tarnopol và một phần Lwów để nhập vào các lãnh thổ CHXHCN Xô Viết Ukraine, CHXHCN Xô Viết Byelorussia và Litva.
Cuộc tấn công của Liên Xô, mà Bộ Chính trị và nhân dân Liên Xô gọi là "Chiến dịch giải phóng Tây Ucraina và Belarus", đã dẫn đến việc tái hợp nhất hàng triệu người tại tây Ukraina và tây Belarusia thành các nước cộng hòa Ukraina và Byelorussia. Trong thời kỳ tồn tại của Cộng hòa Nhân dân Ba Lan, cuộc tấn công đã được coi như một chủ đề nhạy cảm, gần như là điều cấm kỵ, và thường được bỏ ra khỏi lịch sử chính thức và nhằm để gìn giữ tinh thần muôn đời hữu nghị giữa các thành viên của Khối Đông Âu.

## Đánh giá

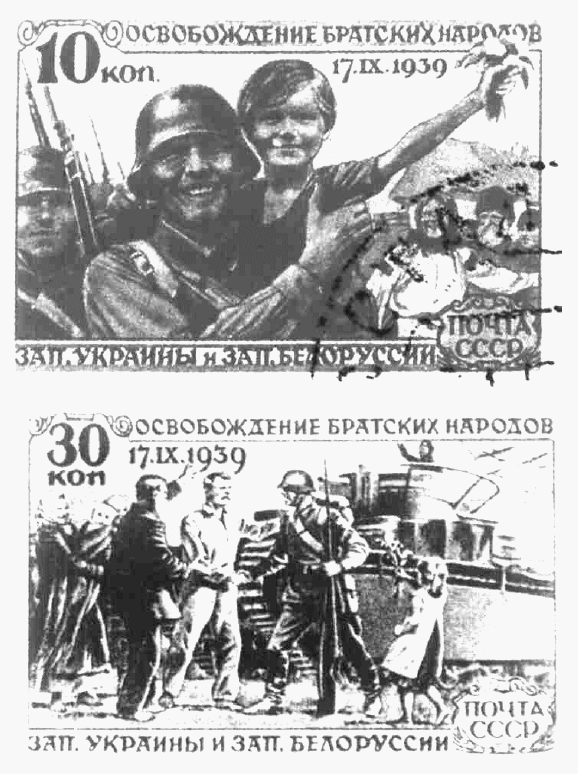
"Giải phóng những người anh em ở Tây Ucraina và Tây Belorussia, ngày 17/9/1939" Tem thư Liên Xô năm 1940

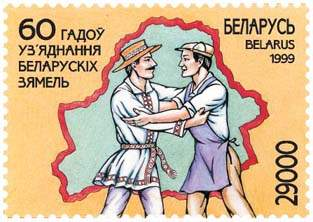
Tem thư năm 1999 do Belarus phát hành, dòng chữ ghi "kỷ niệm 60 năm thống nhất đất nước Belarus"

Trong cuộc tấn công, nhiều người Ukraina, Belarus và người Do Thái chào đón Hồng quân Những người cộng sản địa phương tập hợp mọi người chào đón binh sĩ Hồng quân theo cách truyền thống của Nga bằng cách tặng bánh mì và muối trong các vùng ngoại ô phía đông của Brest. Một loại vòm khải hoàn được làm bằng hai cọc, được trang hoàng với cành lá và hoa vân sam. Một biểu ngữ, một dải khăn dài màu đỏ với một khẩu hiệu bằng tiếng Nga, nội dung tôn vinh Liên Xô và chào đón Hồng quân, được treo trên vòm. Phản ứng của dân địa phương đã được đề cập bởi Lev Mekhlis, người đã nói với Stalin rằng người dân Tây Ucraina đã thực sự chào đón Hồng quân Liên Xô như người giải phóng. Hưởng ứng theo cuộc tấn công của Liên Xô, các Tổ chức dân quân Ucraina nổi dậy chống lại sự chiếm đóng của người Ba Lan, và các đảng cộng sản địa phương đã tổ chức các cuộc nổi dậy lật đổ bộ máy chính trị của Ba Lan, chẳng hạn như ở Skidel.
Ngày 01 tháng 10 năm 1939, thủ tướng Anh Winston Churchill, qua các đài phát thanh Anh đã phát biểu:
"...Việc quân đội Nga đứng chân tại vùng này (chỉ cuộc tấn công) là cần thiết cho sự an toàn của Nga chống lại các mối đe dọa của Đức Quốc xã. Ở mức độ nào đó, một mặt trận phía Đông đã được tạo ra và phát xít Đức đã không dám tấn công. Khi Herr von Ribbentrop được cử đến Moscow vào tuần trước đó để tìm hiểu thực tế, ông ta đã chấp nhận sự thật, rằng ý đồ của Đức Quốc xã nhằm vào các nước vùng Baltic và Ucraina đã phải đi đến điểm dừng."